# Viaduc du Nant-des-Crues
Le Viaduc du Nant-des-Crues ou Viaduc de Cartigny est un pont routier sur le Nant-des-Crues (affluent du Rhône), situé dans le canton de Genève, entre les territoires des communes de Avully et de Cartigny.

## Localisation
Le Viaduc du Nant-des-Crues est le pont le plus en aval du Nant-des-Crues avant que celui-ci se jette dans le Rhône. Ce pont est aussi nommé « Viaduc de Cartigny », en référence au village de Cartigny qui se trouve sur la rive droite du pont, ou encore « Pont du Nant-des-Crues ».